# Teatre grecoromà de Siracusa
El Teatre grecoromà de Siracusa és un teatre construït a Siracusa (Sicília), en la seva primera fase en el segle v aC, sobre el pendent del costat sud del turó Temenite, refet en el segle iii aC i refet encara en època romana.
La forma del teatre grec es deu a la seva funció, especialment a les danses corals associades al culte del déu Dionís, amb una orquestra circular per a aquestes danses, un altar al centre on se sacrificava un xai en honor del déu i un auditori corbat, gairebé semicircular
La càvea tenia un diàmetre de 138,6 metres, una de les més grans del món grec, i originalment tenia 67 files de seients, la majoria tallades a la roca viva, i dividides en nou sectors (cunei) per escales d'accés. La diazomata recorre el teatre fins a la meitat de la càvea, dividint-lo en dos. A les parets hi ha inscripcions per a cadascun dels cunei, amb els noms de divinitats (Zeus Olímpic, Heracles) i de membres de la família reial (el mateix Hieró II, la seva esposa Filistis, la seva jove Nereis, filla del rei Pirros de l'Epir, i el seu fill Geló II), la qual cosa ha portat alguns autors a considerar valuoses les inscripcions per datar la construcció o rehabilitació del monument. La part superior dels seients, ara destruïts, es va construir sobre un terraplè sostingut per un mur de contenció. A l'eix central de la càvea, es va tallar una plataforma a la roca, potser un lloc per a persones particularment importants.
Va ser reconstruït al segle III aC i novament renovat en època romana. Avui en dia, forma part, des del 2005, del Patrimoni de la Humanitat de la UNESCO de Siracusa i la necròpolis rupestre de Pantàlica.